# Sam na sam (album Fenomenu)
Sam na sam – drugi album studyjny polskiego zespołu hip-hopowego Fenomen, wydany w roku 2003.
Nagrania dotarły do 5. miejsca zestawienia OLiS.

## Lista utworów
Opracowano na podstawie materiału źródłowego.
1. „Intro” (produkcja: WDK, scratche: DJ Kostek) – 1:26
2. Ekonom, Żółf – „Losu żart” (produkcja: Kociołek, scratche: DJ Kostek) – 3:09
3. Ekonom, Żółf, Ziaja – „Decyzje” (produkcja: Magiera) – 4:28
4. Ekonom, Żółf, Ziaja – „To nie tak” (produkcja: Kada, scratche: DJ Kostek) – 3:21
5. Ekonom, Żółf, Ziaja – „Ludzie przeciwko ludziom” (produkcja: Mazsa, scratche: DJ Kostek) – 4:31
6. „Skit” (produkcja: Camey, scratche: DJ Kostek) – 0:46
7. Ekonom, Żółf – „Jutro” (produkcja: Kociołek, scratche: DJ Kostek) – 2:47
8. Ekonom, Żółf - „Pozorna potrzeba” (produkcja: Magiera) – 3:37
9. Ekonom, Żółf – „Dlaczego tak?” (produkcja: O.S.T.R., scratche: DJ Kostek) – 3:55
10. Ekonom, Żółf – „Stówa” (produkcja: Szycha, scratche: DJ Kostek) – 3:43
11. „Skit” (produkcja: DJ Decks) – 0:50
12. Ekonom, Żółf – „Sam na sam” (produkcja: DJ 600V) – 4:03
13. Ekonom, Żółf, Ziaja – „Powiedz” (produkcja: Kada) – 4:28
14. „Skit” (produkcja: Mazsa) – 1:04
15. Ekonom, Żółf, Ziaja – „Nieidealny świat” (produkcja: O.S.T.R., scratche: DJ Kostek) – 4:31
16. Ekonom, Żółf – „Pamiętam jak kiedyś” (produkcja: Camey, scratche: DJ Kostek) – 3:55
17. „Outro” (produkcja: Kociołek) – 1:22

Singel
| Ludzie przeciwko ludziom |
| --- |
| 1. „Ludzie przeciwko ludziom” (Mazsa) (miksowanie, mastering: Noon) – 4:30 2. „Ludzie przeciwko ludziom” (Radio) (miksowanie, mastering: Noon) – 4:30 3. „Pamiętam jak kiedyś” (Camey) (miksowanie, mastering: Noon) – 3:28 4. „Ludzie przeciwko ludziom” (Mazsa) (miksowanie, mastering: Noon) – 4:25 5. „Ludzie przeciwko ludziom” (Camey) (miksowanie, mastering: Noon) – 3:36 6. „Ludzie przeciwko ludziom” (Decks) (miksowanie, mastering: Noon) – 3:41 7. „Ludzie przeciwko ludziom” (Camey Instrumental) (miksowanie, mastering: Noon) – 4:30 8. „Ludzie przeciwko ludziom” (Mazsa Instrumental) (miksowanie, mastering: Noon) – 4:25 9. „Ludzie przeciwko ludziom” (Mazsa Instrumental) (miksowanie, mastering: Noon) – 3:36 10. „Pamiętam jak kiedyś” (Camey Instrumental) (miksowanie, mastering: Noon) – 3:30 |